# پل ۲۳۰ (تیر ۸)
پل راه آهن ۲۳۰-تیر۸ مربوط به دوره پهلوی اول است و در شهرستان سوادکوه، حد فاصل راه آهن دو گل و ورسک واقع شده و این اثر در تاریخ ۲۲ مرداد ۱۳۸۴ با شمارهٔ ثبت ۱۳۰۹۸ به‌عنوان یکی از آثار ملی ایران به ثبت رسیده است.